# 白珠捲管螺
白珠捲管螺（学名：Gemmula monilifera）为捲管螺科珠環捲管螺屬下的一个种。